# Глигорије Гоговски
Глигорије Гоговски (мкд. Глигорие (Глигорије) Гоговски; Тетово, 6. јул 1943 — Тетово, 5. јун 2022) је македонски привредник и политичар. Био је последњи председник Извршног већа Собрања СР Македоније.

## Биографија
Рођен је 1943. године у Тетову. Дипломирао је 1968. на Електро-машинском факултету у Скопљу, а магистрирао 1980. године на Машинском факултету у Загребу.
Био је директор текстилног комбината „Тетекс“ у Тетову од 1968. године, технички руководилац и затим директор ООЗТ „Електроодржување” (1978—1981), помоћник генералног директора (1981-1983) и напослетку генерални директор од 1983. године.
Члан Савеза комуниста Југославије постао је 1968. године.
Обављао је многе одговорне функције:
- члан Општинског комитета СКМ Тетово
- члан Општинске конференције Социјалистичког савеза радног народа Македоније
- делегат у Општинској скупштини у Тетову
- делегат у Републичкој Самоуправној интересној заједници (СИЗ) за научне послове Народне скупштине Македоније
- члан Извршног одбора Републичке СИЗ за економске односе са иностранством
- члан Привредне коморе Македоније
- члан Извршног одбора „Стопанске банке” у Скопљу
- потпредседник Извршног одбора фабрике „Утекс” у Београду
- члан Централног комитета СКМ

Од 28. априла 1986. до 20. марта 1991. године обављао је функцију председника Извршног већа Собрања СР Македоније. Након одласка са функције, вратио се на место директора у комбинату ”Тетекс”.
Умро је у Тетову, 5. јуна 2022. године.